# Filatorigát

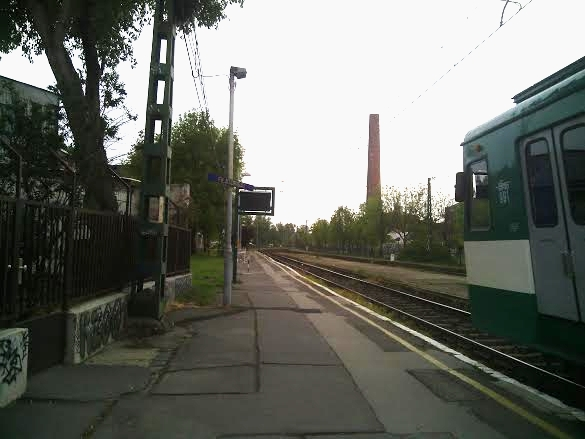

Filatorigát ([ˈfilɒtoɾigaːt]) est un ancien quartier situé dans le 3e arrondissement de Budapest, intégré depuis 2012 dans Óbuda.